# Guitera-les-Bains
Guitera-les-Bains (korziško Vutera-I Bagni) je naselje in občina v francoskem departmaju Corse-du-Sud regije - otoka Korzika. Leta 1999 je naselje imelo 97 prebivalcev.

## Geografija
Kraj leži v osrednjem delu otoka Korzike znotraj naravnega regijskega parka Korzike, 55 km vzhodno od središča Ajaccia.

## Uprava
Občina Guitera-les-Bains skupaj s sosednjimi občinami Ciamannacce, Corrano, Cozzano, Palneca, Sampolo, Tasso, Zévaco in Zicavo sestavlja kanton Zicavo s sedežem v istoimenskem kraju. Kanton je sestavni del okrožja Ajaccio.